# Thelymitra benthamiana
Thelymitra benthamiana är en orkidéart som beskrevs av Heinrich Gustav Reichenbach. Thelymitra benthamiana ingår i släktet Thelymitra och familjen orkidéer. Inga underarter finns listade i Catalogue of Life.

## Bildgalleri

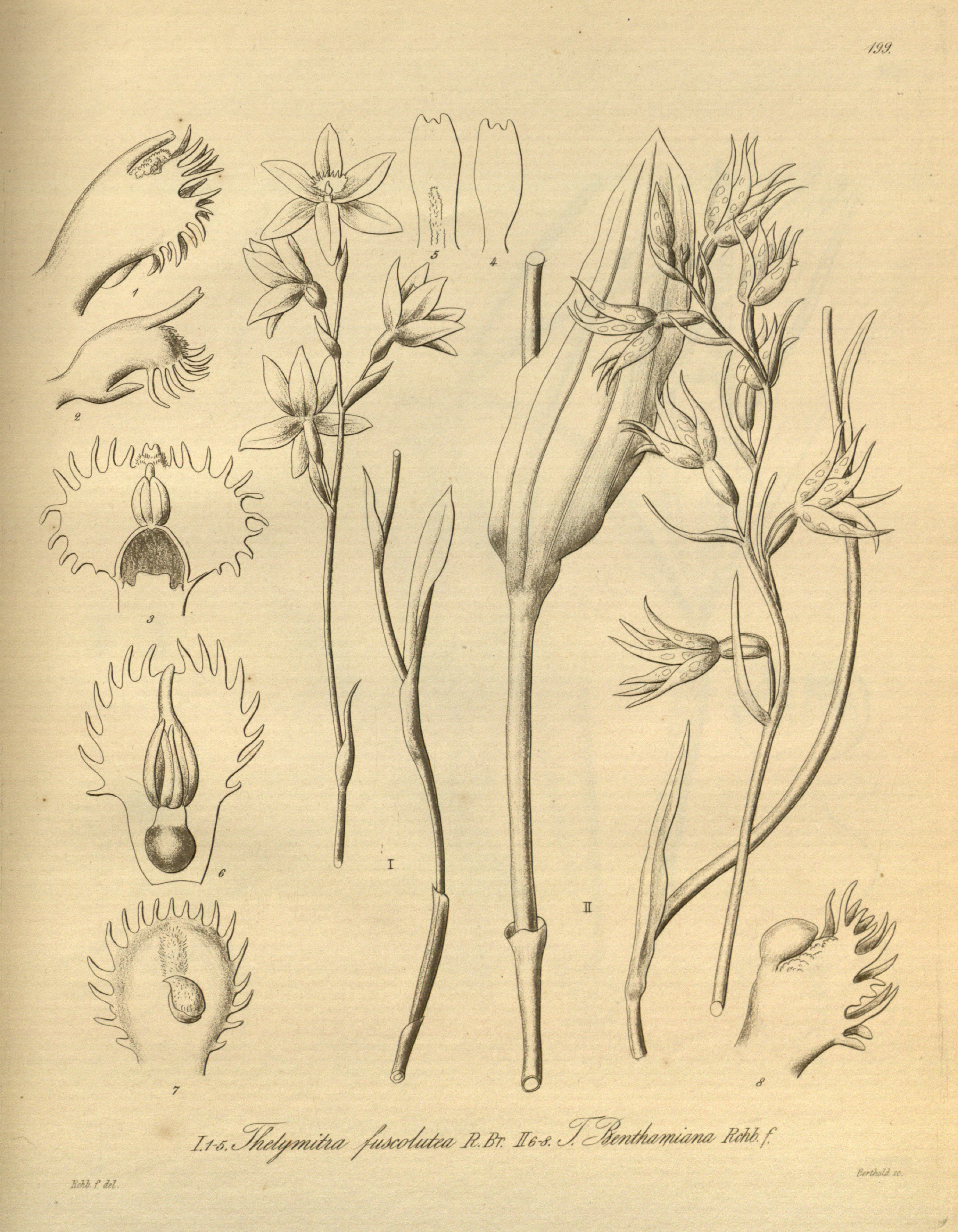